# Бюрхен (Вале)
Бюрхен (нім. Bürchen VS) — громада  в Швейцарії в кантоні Вале, округ Західний Рарон.

## Географія
Громада розташована на відстані близько 85 км на південь від Берна, 36 км на схід від Сьйона.
Бюрхен має площу 13,4 км², з яких на 5,3% дозволяється будівництво (житлове та будівництво доріг), 24,6% використовуються в сільськогосподарських цілях, 57,2% зайнято лісами, 12,8% не є продуктивними (річки, льодовики або гори).

## Демографія
2019 року в громаді мешкало 744 особи (+2,2% порівняно з 2010 роком), іноземців було 3,9%. Густота населення становила 55 осіб/км².
За віковим діапазоном населення розподілялося таким чином: 16,5% — особи молодші 20 років, 58,9% — особи у віці 20—64 років, 24,6% — особи у віці 65 років та старші. Було 346 помешкань (у середньому 2,1 особи в помешканні).
Із загальної кількості 182 працюючих 41 був зайнятий в первинному секторі, 25 — в обробній промисловості, 116 — в галузі послуг.